# Henryk Kozieł
Henryk Kozieł (ur. 5 stycznia 1931, zm. 2 września 2022) – trener boksu klasy państwowej, technik mechanik, konstruktor, od 1991 roku na emeryturze.

## Kariera sportowa
Od 1945 bokser wagi średniej w klubie Górnik Zabrze, 1951-1954 członek kadry narodowej, stoczył 196 walk bokserskich, w tym tylko 5 przegranych i 6 remisów.
Tytuły: Mistrz Górnego Śląska w Boksie (1949), Mistrz Polski Zrzeszenia Sportowego Stal (1950, 1951), Mistrz Województwa Kieleckiego (1951, 1952, 1953, 1954), zwycięzca walki z Laskiem w ramach rozgrywek ligowych Broń Radom-Gwardia Warszawa (1956 r., ostatnia walka w życiu).

Od 1963 roku trener I klasy państwowej (ukończony Centralny Instytut Wychowania Fizycznego w Poznaniu, obecnie AWF, prowadzącym był dwukrotny mistrz Europy okresu międzywojennego w boksie, trener kadry międzywojennej, Witold Majchrzycki), trener kadry narodowej (1955-1960), społeczny trener w MKS Zryw (1953-1960), potem trener Broń Radom aż do emerytury.

Trener Kazimierza Paździora, mistrza olimpijskiego (Rzym 1960), mistrza Europy (Praga 1957), wielokrotnego mistrza Polski, trener Leszka Drogosza (dwukrotnego mistrza Europy i wicemistrza olimpijskiego, Rzym 1962), po wycofaniu się kariery bokserskiej zawodnika, przygotowywał go do mistrzostw Polski (1964 r.), Leszek Drogosz wygrał wtedy finał z Marianem Kacprzykiem (mistrz olimpijski, Rzym, 1960 r.).
Będąc trenerem kadry Polski przygotowywał także Jerzego Kuleja (dwukrotny mistrz olimpijski 1960, 1964 r.) i wielu innych zawodników kadry Polski.
Jego wychowankiem byli m.in. Jerzy Greiner (mistrz Polski juniorów, 1963), Tadeusz Ścibor (brązowy medalista mistrzostw Polski, 1962), Jan Wołejko (mistrz Polski, 1988, wicemistrz Polski 1987; srebrny medalista Mistrzostw Armii Zaprzyjaźnionych w Korei, 1987), Sławomir Żeromiński (mistrz Polski Kraków, 1987, wicemistrz Polski Kielce, 1988, brązowy medalista mistrzostw Polski, Słupsk, 1986; srebrny medalista Mistrzostw Armii Zaprzyjaźnionych, 1987), Marian Kaługa (srebrny medalista Młodzieżowych Mistrzostw Polski, 1975, srebrny medalista młodzieżowych mistrzostw Europy, 1976), doprowadzenie drużyny Star Starachowice do III ligi międzywojewódzkiej, zdobycie mistrzostwa Polski juniorów (1963), zdobycie przez zawodników drużyny Broń Radom medali mistrzostw Polski seniorów (4 złote, 4 srebrne, 12 brązowych) i juniorów (10 złotych, 3 srebrne i 5 brązowych).
Weteran II wojny światowej, służył w Batalionach Chłopskich (1943-1945) pod pseudonimem „Jemioła” w oddziale Jana Sońty „Ośka”.

## Odznaczenia państwowe
- Srebrny Krzyż Zasługi (1979),
- Złoty Krzyż Zasługi (1986),
- Medal 40-lecia Polski Ludowej (1984),
- Złota Odznaka „Zasłużony Działacz Kultury Fizycznej” (1984),
- Złota Odznaka Polskiego Związku Bokserskiego (1982),
- Krzyż Batalionów Chłopskich (2001).